# Мамура (Олт)
Мамура (рум. Mamura) насеље је у Румунији у округу Олт у општини Стрежешти. Oпштина се налази на надморској висини од 124 m.

## Становништво
Према подацима из 2002. године у насељу је живело 207 становника, од којих су сви румунске националности.